# KSI vs. FaZe Temperrr
A KSI vs. Faze Temperrr (hivatalos nevén: MF & DAZN: X Series 004 és Uncaged) profi ökölvívó mérkőzés KSI brit youtuber és FaZe Temperrr brazil youtuber között. 2023. január 14-én került megrendezésre, a londoni Wembley Arénában, Angliában. KSI egy Michael Page-inspirálta kiütéssel nyert, az első menetben.
Az este fő eseménye mellett a két, az első Misfits eseményen KSI ellen küzdő sportoló, a mexikói Luis Alcaraz Pineda és az angol Swarmz legyőzték Ryan Taylort és B Dave-et, kiütéssel, illetve pontozással. Ezek mellett Salt Papi sorozatban harmadjára kiütéssel nyerte meg mérkőzését, ezúttal Josh Brueckner ellen.

## Háttér

### Általános
Luis Alcaraz Pineda legyőzése után KSI bejelentette, hogy 2023 januárjában visszatér a szorítóba és kihívta Slim Albahert, az Austin McBroom vs. AnEsonGib győztesét, Andrew Tate-et és Tommy Furyt. November 19-én bejelentették, hogy KSI ellenfele Danis lesz, január 14-én a Wembley Arénában.
2023. január 4-én Dillon Danis visszalépett a mérkőzéstől, miután problémája volt a szerződésben szereplő súllyal, illetve nem volt eléggé felkészülve és nem volt edzője. Danis helyére a Faze Clan egyik tagja, FaZe Temperrr ugrott be. Temperrr eredetileg egy meglepetés ellenfél ellen küzdött volna meg az eseményen.

### Sajtótájékoztató
A sajtótájékoztatót 2022. december 15-én tartották. Danis nem jelent meg az eseményen, arra hivatkozva, hogy influenzás volt. Mikor megkérték, hogy online csatlakozzon a sajtótájékoztatóhoz, nemet mondott és azt írta Twitteren, hogy „a király azt csinál, amit akar.”
A második sajtótájékoztatót a BoxParkban tartották január 12-én, a Wembley Aréna mellett.

## Mérkőzések
| Súlycsoport  | Győztes             | Vesztes        | Győzelem típusa    | Menet | Idő  | Jegyzetek |
| ------------ | ------------------- | -------------- | ------------------ | ----- | ---- | --------- |
| Félnehézsúly | KSI                 | FaZe Temperrr  | KO                 | 1 (6) | 2:19 |           |
| Félnehézsúly | Slim Albaher        | Tom Zanetti    | PONT               | 4 (4) |      | [ a ]     |
| Fogósúly     | Salt Papi           | Josh Brueckner | KO                 | 2 (4) | 1:39 |           |
| Félnehézsúly | Luis Alcaraz Pineda | B Dave         | PONT               | 3 (3) |      | [ b ]     |
| Cirkálósúly  | Swarmz              | Ryan Taylor    | TKO/Doktori döntés | 1 (4) | 0:49 |           |
| Pehelysúly   | Elle Brooke         | Faith Ordway   | TKO                | 1 (3) | 1:41 | [ c ]     |
| Félnehézsúly | Idris Virgo         | Anthony Taylor | PONT               | 4 (4) |      |           |

1. ↑  Zanetti profi bemutatkozása
2. ↑  B Dave profi bemutatkozása
3. ↑  Mindkét fél profi bemutatkozása

## Közvetítés
| Rágió                   | Közvetítés típusa | Közvetítés típusa | Közvetítés típusa | Közvetítés típusa |
| Rágió                   | Ingyen            | Kábeltelevízió    | PPV               | Streaming         |
| ----------------------- | ----------------- | ----------------- | ----------------- | ----------------- |
| Egyesült Királyság (H.) | —                 | —                 | DAZN PPV          | —                 |
| Ausztrália              | —                 | —                 | DAZN PPV          | —                 |
| Egyesült Államok        | —                 | —                 | DAZN PPV          | —                 |
| Franciaország           | —                 | —                 | DAZN PPV          | —                 |
| Kanada                  | —                 | —                 | DAZN PPV          | —                 |
| Írország                | —                 | —                 | DAZN PPV          | —                 |
| Mexikó                  | —                 | —                 | DAZN PPV          | —                 |
| Svédország              | —                 | —                 | DAZN PPV          | —                 |
| Új-Zéland               | —                 | —                 | DAZN PPV          | —                 |
| Nemzetközi              | —                 | —                 | —                 | DAZN              |